# Rotweingut Jean Stodden
Das Rotweingut Jean Stodden liegt in Rech, im oberen Teil des Weinbaugebiets Ahr. Auf den 9 ha des Gutes werden hauptsächlich rote Rebsorten (Spätburgunder, Frühburgunder) angebaut. Das Weingut ist seit 2005 Mitglied im Verband Deutscher Prädikatsweingüter (VDP).

## Geschichte
Die Familie Stodden baut seit dem Jahr 1578 Weintrauben an. Erst im Jahr 1900 begann Alois Stodden mit dem Weinausbau des Spätburgunder. Gerhard Stodden leitete das Weingut bis zu seinem Tode im Januar 2013, sein ältester Sohn Alexander war ab Anfang 2001 an der Leitung beteiligt. Seit 2011 leitete er das Gut gemeinsam mit seinem Vater, bevor er es 2013 in alleinige Führung übernahm.

## Lagen
Das Weingut bewirtschaftet überwiegend steilen Weinbergslagen an der Ahr (→ Steillagenweinbau). Diese sind durch den hohen Schiefer-Anteil in den Böden und die Schieferwände geprägt. Sie bieten den Reben ein bevorzugtes Klima, denn sie speichern tagsüber die Sonnenwärme, die sie Nachts wieder an die Reben abgeben.
Die Lagen des Weinguts erstrecken sich von Bad Neuenahr bis Mayschoss:
- Bad Neuenahrer Sonnenberg
- Ahrweiler Rosenthal
- Walporzheimer Kräuterberg
- Dernauer Hardtberg
- Recher Herrenberg
- Mayschosser Mönchberg

## Rebsorten und Weine
Die Rebflächen sind zu 95 % mit Spätburgunder bestockt. Der Rest entfällt auf die Sorten Riesling und Frühburgunder.
Die Rotweine werden im Holzfass ausgebaut. Der Basisspätburgunder im traditionellen Fuderfass (1000 Liter), alle anderen Weine reifen in französischen Barriquefässern. Die VDP.Grossen Gewächse reifen im Barrique und durchlaufen dort die Malolaktische Gärung. Neben den klassischen Rotweinen wird auch Sekt aus den Rebsorten Spätburgunder oder Riesling hergestellt.